# Garth Nix
Garth Richard Nix, född 19 juli 1963 i Melbourne, Victoria, är en australisk författare i genren fantasy. Han har skrivit bokserier som Old Kingdom, Seventh Tower (på svenska Det sjunde tornet) och Keys to the Kingdom.